# Radoslav Kováč
Radoslav Kováč (Praag, 27 november 1979) is een Tsjechisch voormalig voetballer. De verdediger begon zijn loopbaan bij SK Sigma Olomouc en Sparta Praag. Daarna speelde hij onder andere voor West Ham United, dat hem eerst een seizoen huurde van Spartak Moskou en in augustus 2009 een definitief contract gaf. Na één seizoen FC Basel keerde hij terug naar zijn thuisland. In 2016 sloot hij zijn carrière af.
Kováč speelde sinds 2004 voor het Tsjechisch voetbalelftal. Hij maakte deel uit van de selecties voor het WK in 2006 en Euro 2008.